# Ян Одровонж (белзький воєвода)
Ян Одровонж (пол. Jan Odrowąż; ? — між 23 червня і 31 липня 1513) — польський шляхтич, урядник Королівства Ягеллонів. Родовий герб — Одровонж. Полководець, дипломат, захисник православ'я, придворний короля Сиґізмунда I Старого. Прихильник унії та реформи церкви на Поділлі.

## Біографія
Належав до роду Одровонжів. Батько: воєвода подільський, руський Ян Одровонж, мати — Беата Тенчинська. Мав брата Героніма Одровонжа — старосту самбірського.
1485 р. після смерті батька прийняв староство у Львові, також всі численні володіння Одровонжів, яких на кінець XV ст. нараховувалось близько 40. За іншими даними, 1496 р. був неповнолітнім. 1501 р. на Сеймі домігся повернення тенути (староства) Самбірської, яку в заставі мали родичі, адміністратором був войський львівський Станіслав Малджик, якому доручили пильнувати передачу староства Я. Одровонжу-мол. Самбір, знищений 1498 р. під час нападу татар, турків, 1499 р. був звільнений на 10 років від податей. 1504 р. позичив королю 960 гривень. На Сеймі у Кракові 1508 р. король наказав повернути молдаван, які втекли до Польщі після повстання. 1509 р. з мамою надали королю позику 2000 золотих під час нападу молдавського господаря Богдана II, взамін отримали Самбірщину в «доживоття». 1 жовтня 1510 р. разом з руським воєводою Станіславом Кмітою, перемиським каштеляном Андрієм Чурилом був призначений для переговорів з угорцями щодо взаємних суперечок. Восени 1511 р. разом з коронним маршалком Станіславом з Ходча збирав вояків для спротиву молдавському нападу. Король у Бересті-Литовському наказав не стояти в замках, а в полі. Також мали тримати контакт з кам'янецьким старостою Станіславом Лянцкороньским. Запрошений з дружиною королем на зустріч королеви Барбари Запольї, в лютому 1512 р. брав участь у Краківському сеймі. У березні був комісаром короля у справі солі з Долини між львівським латинським арцибіскупом Бернардом Вільчеком та войським львівським Станіславом Малджиком. У битві під Вишнівцем (Лопушним) 26 квітня 1512 р. керував одним з чільних відділків. Забрав собі стада войського перемиського Миколая Конюшецкого, за що почув догану короля. В грудні 1512 р. був на Пйотркувському сеймі. 22 липня 1513 р. мав прибути до Перемишля як воєвода, не зміг зробити через сильну хворобу. Король наказав передати повноваження тестю Спитку Ярославському.
Посади: белзький воєвода від 13 травня 1507 року (на посаді мав разом з Анджеєм Гербуртом пильнувати стан дороги з Угорщини до Польщі), воєвода руський від 5 травня 1511 року, староста самбірський.
Спадкові маєтки — Сендзішув з прилеглими селами у Плзенському повіті. 1512 р. для міста отримав дозвіл на 2 ярмарки щороку, щотижневі торги. Підстава заможности — самбірська королівщина (бл. 100 сіл, жупи соляні в Ясениці, Нагуєвичах, Бушовій). Управляв селами у Львівському повіті. Мав судову суперечку із самбірськими міщанами через обрання райців, обов'язків щодо замку, король надсилав комісарів для врегулювання ситуації у 1508 р. Міщанам Дрогобича дозволив використовувати ліс для місцевих солеварень. Коли після смерті Яна Одровонжа 1485 р. мати хотіла позбавити їх цього права, за що отримала догану короля як втрати скарбниці. 1512 р. отримав місце в Пйотркуві для будівництва двору.

### Сім'я
Перед 2 березня 1504 року одружився з Анною Тарновською-Ярославською (по 7 січня 1483 — бл. після 17 жовтня 1526, донька краківського каштеляна Спитка Ярославського, мала 3000 гривень віна, як вдова спільно з сестрою Магдалєною Пілєцкою отримала замок і місто Ярослав з належними селами). Діти:
- Станіслав мав доньку Зоф'ю, на ньому закінчився рід Одровонжів.
- Беата (спочатку дружина майбутнього гетьмана Яна Амора Тарновського, шлюб був розірваний через пол. niedopełnienie), «діва» Беата була заручена з віленським воєводою Станіславом Радзивіллом.[2] 1531 року одружилася зі Станіславом Лаським, в них народилося троє синів і четверо доньок[3]).